# Беатрикс фон Баден (1400 – 1452)
Беатрикс фон Баден (на немски: Beatrix von Baden; * 24 юни 1400; † 1452 в Грефенщайн, Каринтия, Австрия) е маркграфиня от Маркграфство Баден и чрез женитба графиня на Лайнинген-Дагсбург-Хартенбург (Харденбург).

## Произход
Тя е втората дъщеря на маркграф Бернхард I фон Баден († 1431) и третата му съпруга Анна фон Йотинген († 1436), дъщеря на граф Лудвиг XII фон Йотинген († 1440) и първата му съпруга му графиня Беатрикс фон Хелфенщайн († 1385/1388), дъщеря на граф Улрих VI фон Хелфенщайн-Визенщайг († 1372) и Мария Котроманич от Босна († 1403). Сестра е на маркграф Якоб фон Баден (1407 – 1453).

## Фамилия
Беатрикс фон Баден е сгодена на 2 юли 1409 г. и се омъжва на 11 юли 1411 г. за граф Емих VII фон Лайнинген-Хартенбург († 1452), третият син на граф Емих VI фон Лайнинген-Харденбург († 1381) и втората му съпруга Маргарета фон Хабсбург-Кибург († сл. 1381). Тя е втората му съпруга. Те имат 10 деца:
- Емих VIII фон Лайнинген-Харденбург, господар на Апремонт († 1495), женен I. пр. 25 януари 1466 г. за Анна фон Елтер († сл. 1500), наследничка на Апремонт, II. за Барбара фон Тенген-Неленбург
- Шафрид († 1481), женен 1432 г. за Катарина фон Шьонау-Шьонфорст
- Бернхард († 1495)
- Николаус († 1472), каноник в Кьолн, Шпайер и Страсбург
- Георг († 2 февруари 1478), каноник в Трир, Майнц, Страсбург и Кьолн
- Филип († 1493), каноник в Страсбург и Вормс († 1493)
- Антон († 1469), каноник във Вайсенбург 1469
- Дитрих († 1492)
- Маргарета († между 17 ноември 1516 и 9 декември 1525), омъжена 1440 г. за Вирих фон Даун († 1501)
- Анастасия († 20 октомври 1452), омъжена на 11 ноември 1434 г. за граф Якоб I фон Мьорс-Саарверден († 1483)